# Via dei Matti nº0 (album)
Via dei Matti nº0 è un album in studio del musicista Stefano Bollani e dell'attrice Valentina Cenni, pubblicato il 27 maggio 2022 delle etichette discografiche Sony Music/Columbia.

## Descrizione
L'album contiene 20 brani selezionati tra tutti quelli presentati dai due artisti durante l'omonimo programma andato in onda su Rai 3 nella primavera del 2021.
Le cover includono canzoni della musica italiana, brasiliana, inglese e spagnola, un classico del repertorio napoletano come Anema e core e Sau sau, che arriva dall'Isola di Pasqua.

## Tracce
1. Samba de uma nota só (Antônio Carlos Jobim – Newton Mendonça) - 2:41
2. A zonzo (Ernesto Bonino) - 2:42
3. Come prima (Mario Panzeri – Alessandro Taccani – Vincenzo Di Paola) - 2:55
4. Casa da floresta (Nanan) - 4:14
5. Ciao ciao (Petula Clark) - 2:45
6. Água de beber (Antônio Carlos Jobim) - 2:44
7. Ma che freddo fa (Franco Migliacci - Claudio Mattone) - 3:22
8. Cucurrucucú paloma (Tomás Méndez) - 3:22
9. E la vita, la vita (Enzo Jannacci - Renato Pozzetto) - 3:15
10. Il mare d'inverno (Enrico Ruggeri - Luigi Schiavone) - 4:12
11. Jamaica Farewell (Irving Burgie) - 2:49
12. Don't Worry, Be Happy (Bobby McFerrin) - 3:05
13. Aquarela do Brasil (Ary Barroso) - 3:18
14. La storia di Serafino (Carlo Rustichelli, De Bernardi, Benvenuti) - 3:17
15. Il ballo di San Vito (Vinicio Capossela) - 3:25
16. Un signore di Scandicci (Sergio Endrigo) - 2:45
17. Sau sau - 2:55
18. Desde que o samba é samba (Caetano Veloso - Gilberto Gil) - 5:08
19. Il siero di Strokomogoloff (Fred Buscaglione) - 2:29
20. Anema e core (Salve D'Esposito - Tito Manlio) - 4:49

## Crediti
- Stefano Bollani - voce, pianoforte
- Valentina Cenni - voce, pianoforte